# Musée estonien d'Histoire naturelle
Le Musée estonien d'histoire naturelle (estonien : Eesti Loodusmuuseum) est le musée national estonien d'histoire naturelle. Il est situé dans la vieille ville de Tallinn . 
Le musée se concentre sur l'histoire naturelle et sur l'éducation à la nature et comporte des collections permanentes et des expositions temporaires. 

## Histoire
La fondation du Musée estonien d'histoire naturelle remonte aux travaux des naturalistes du XIXe siècle et fait suite à un premier musée de la Société littéraire estonienne fondé en 1842. En 1872, Alexander von der Pahlen (1820–1895) a commencé à constituer les collections de sciences Naturelles. Pahlen a ensuite été élu président et sous sa direction, ces collections ont continué de se développer . 
Il est vite apparu nécessaire qu'un musée distinct, consacré à l'histoire naturelle, soit établi. Les collections ont été conservées et exposées dans un bâtiment temporaire jusqu'en 1911, date à laquelle un bâtiment a été acheté rue Kohtu à Tallinn. Le nouveau musée provincial exposait la collection d'art et de sciences naturelles de toute la province de Harjumaa . 
La collection a été menacée pendant la Première Guerre mondiale et fut transférée en Russie pour être gardée en lieu sûr. Elle fut restituée à la fin de la guerre. 
Le Musée provincial continua à fonctionner sous la direction du Département des arts et du patrimoine du ministre de l'Éducation et de la Recherche, mais changea de nom pour redevenir Société littéraire estonienne en 1926. 
Après le pacte Molotov – Ribbentrop, les institutions germano-baltes, dont la Société littéraire estonienne, sont fermées. En 1940, par le biais d'un règlement du Conseil des commissaires du peuple de la RSS d'Estonie, les autorités soviétiques nationalisent tous les musées, permettant la création d'un musée national d'histoire naturelle à Tallinn le 1er janvier 1941. 

## Collections
Les collections du Musée estonien d'histoire naturelle contiennent près de 300 000 spécimens. Environ 90% des espèces de plantes, coléoptères, papillons et papillons, oiseaux et mammifères présentes en Estonie sont représentées au sein des collections.  

### Botanique
La principale collection de botanique contient environ 108 000 spécimens de plantes. 
L'herbier des plantes vasculaires comprend 79 000 spécimens, dont 77 000 sont des feuilles, et les autres des fruits, des graines et des strobiles . 
La majeure partie de ces pièces a été collectée en Estonie et la collection est constituée principalement de flore indigène - 1 600 taxons. 

### Collections mycologiques
L'herbier mycologique comprend environ 2 450 spécimens. La collection de champignons non lichénisés contient 250 échantillons. Sur plus de 2 200 spécimens inclus dans la collection des lichens, environ 1 600 ont été collectés en Estonie et 600 à l'étranger (principalement en Scandinavie et dans d'autres parties de l'Europe). 

### Zoologie
Les collections zoologiques du Musée d'histoire naturelle contiennent environ 130 000 spécimens. Les collections proposent une large sélection d'espèces de vertébrés et d'invertébrés d'Estonie ainsi que d'autres parties du monde. 
Les collections zoologiques comprennent: 
- Les collections ornithologiques ;
- La collection de mammifères ;
- La collection riche en espèces de coquilles de mollusques, de coraux et d'échinodermes ;
- La collection de spécimens humides ;
- Les collections entomologiques.

### Géologie
La collection géologique du Musée d'histoire naturelle est constituée d'environ 3 500 échantillons. Près des trois quarts des spécimens constituent du matériel paléontologique, dont les plus anciens ont été collectés au milieu du XIXe siècle. La partie dominante de la collection paléontologique est formée de fossiles paléozoïques trouvés dans le substrat rocheux estonien. Les échantillons les plus nombreux parmi les pièces conservées sont des fossiles d'invertébrés marins des périodes ordovicienne et silurienne. Les collections paléontologiques contiennent également des fractions osseuses et des fragments squelettiques de mammifères de la période quaternaire, dont la plupart proviennent du nord de la Russie. Les collections lithologiques contiennent des roches sédimentaires typiques du socle rocheux estonien: calcaire, marne, grès et mudstone. Les collections pétrologiques sont petites, les principales pièces étant des échantillons erratiques glaciaires estoniens et des échantillons de roches métamorphiques et de roches ignées prélevées sur le territoire de l'ancienne Union soviétique. Le nombre de spécimens minéralogiques du Musée a considérablement progressé au cours des années 2010, en raison de dons nationaux et étrangers. Alors que les minéraux insérés dans les collections des années précédentes provenaient principalement de Russie, d'Europe de l'Est et d'Allemagne, la collection contemporaine s'est ouverte à des minéraux d'Australie, d'Amérique du Sud et d'Afrique. Certains des échantillons minéralogiques les plus notables comprennent de grands drus de quartz, d'améthyste et de fluorure . 

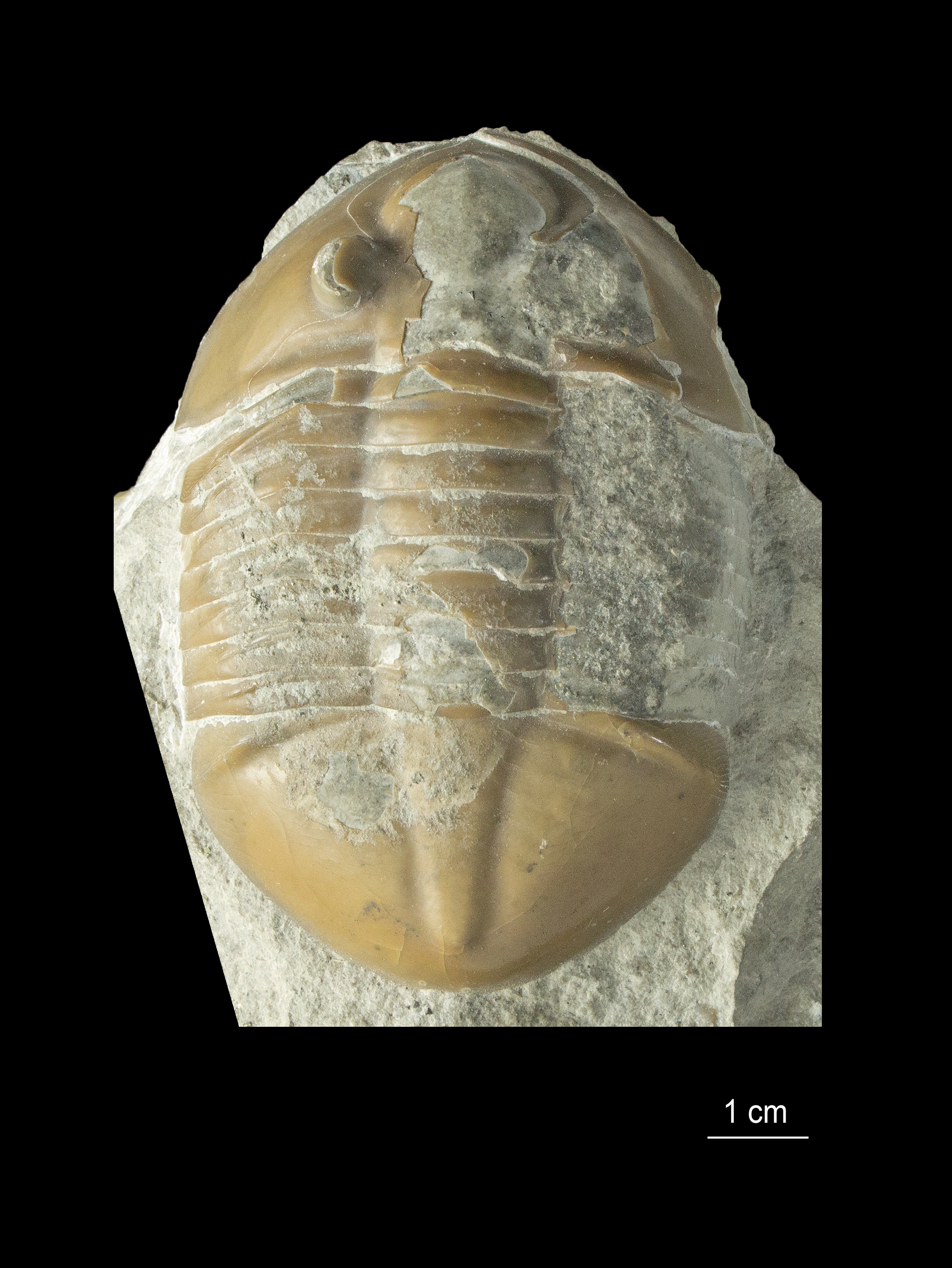
Pseudoasaphus globifrons
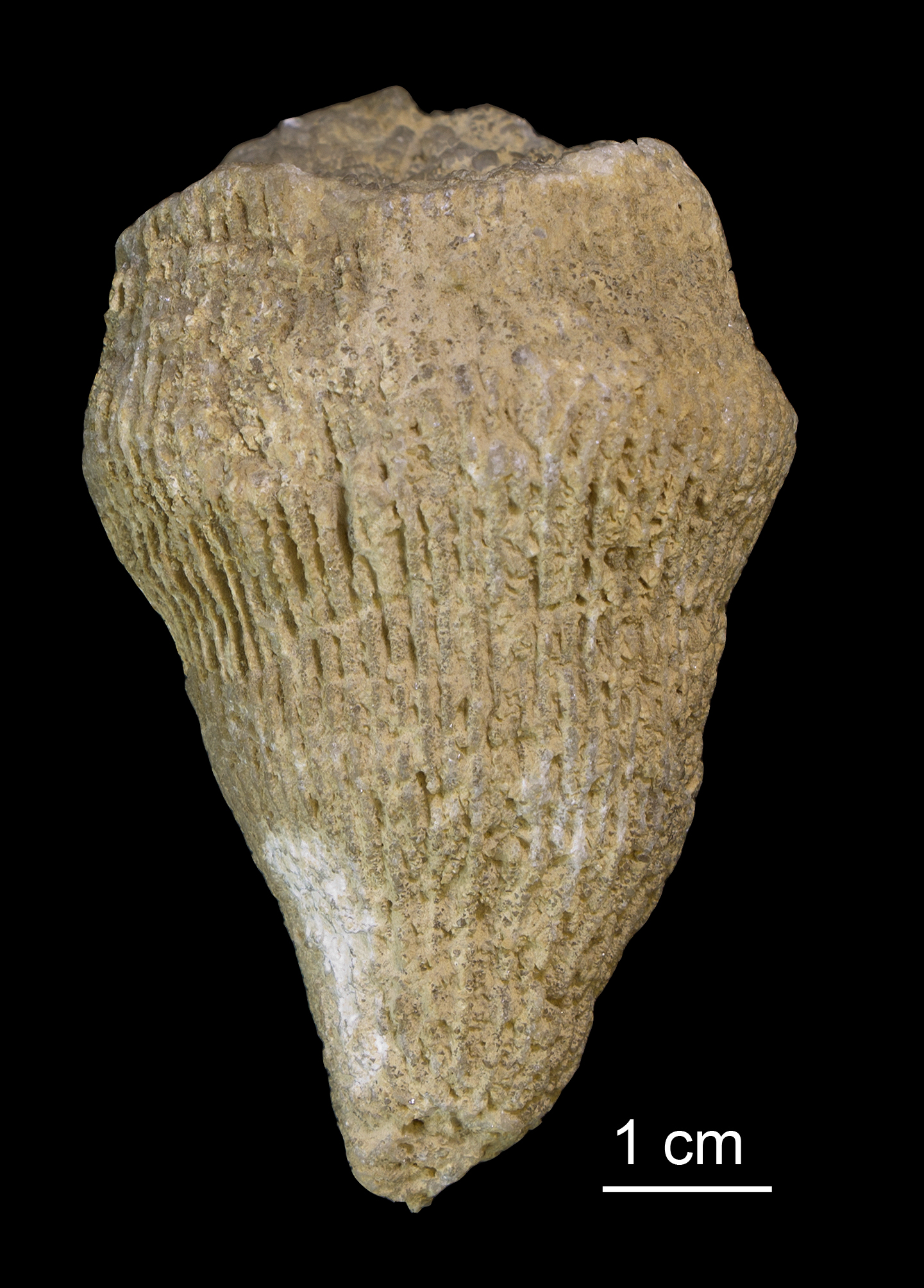
Zaphrentis bilateralis
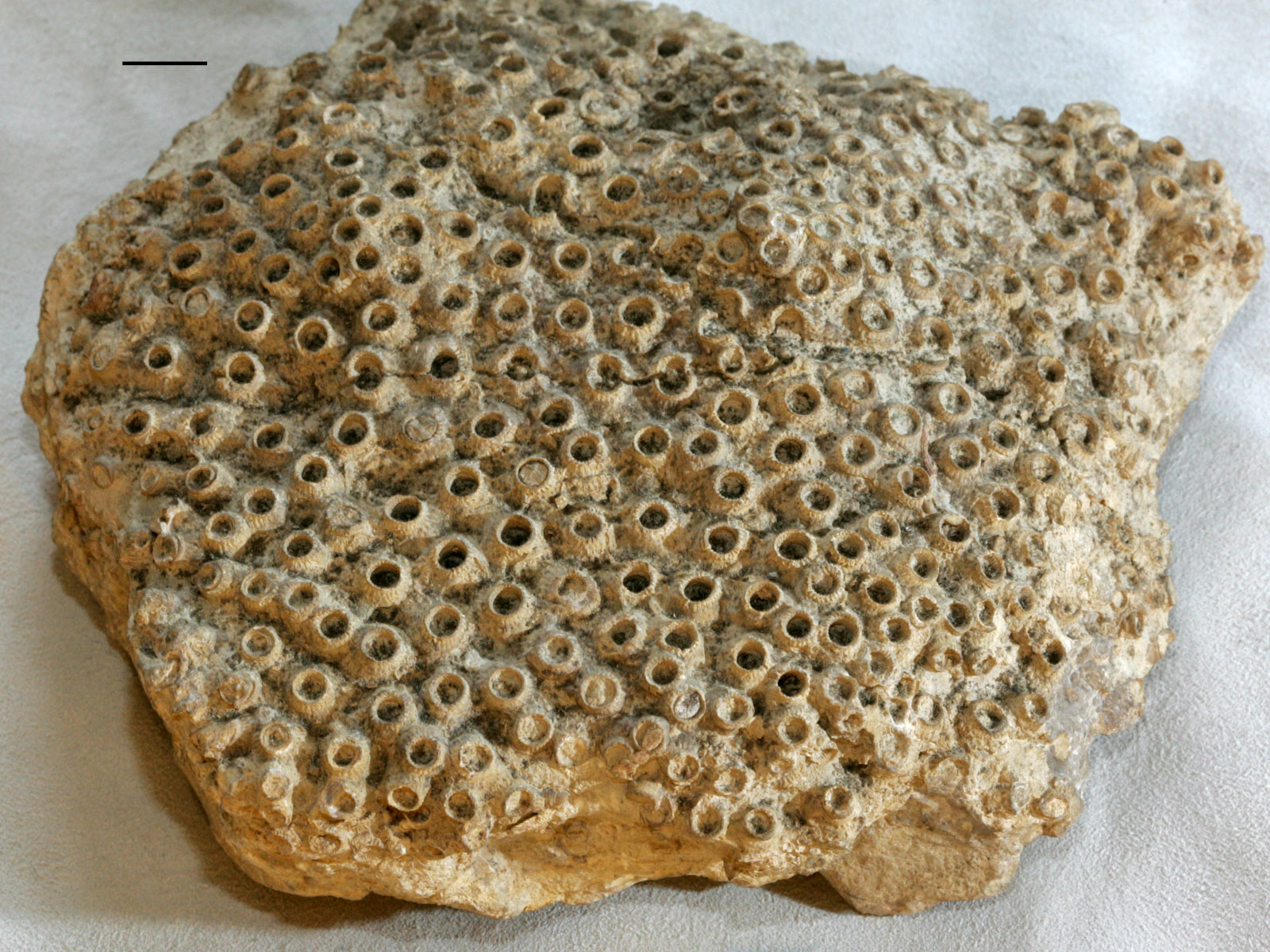
Sarcinula organum
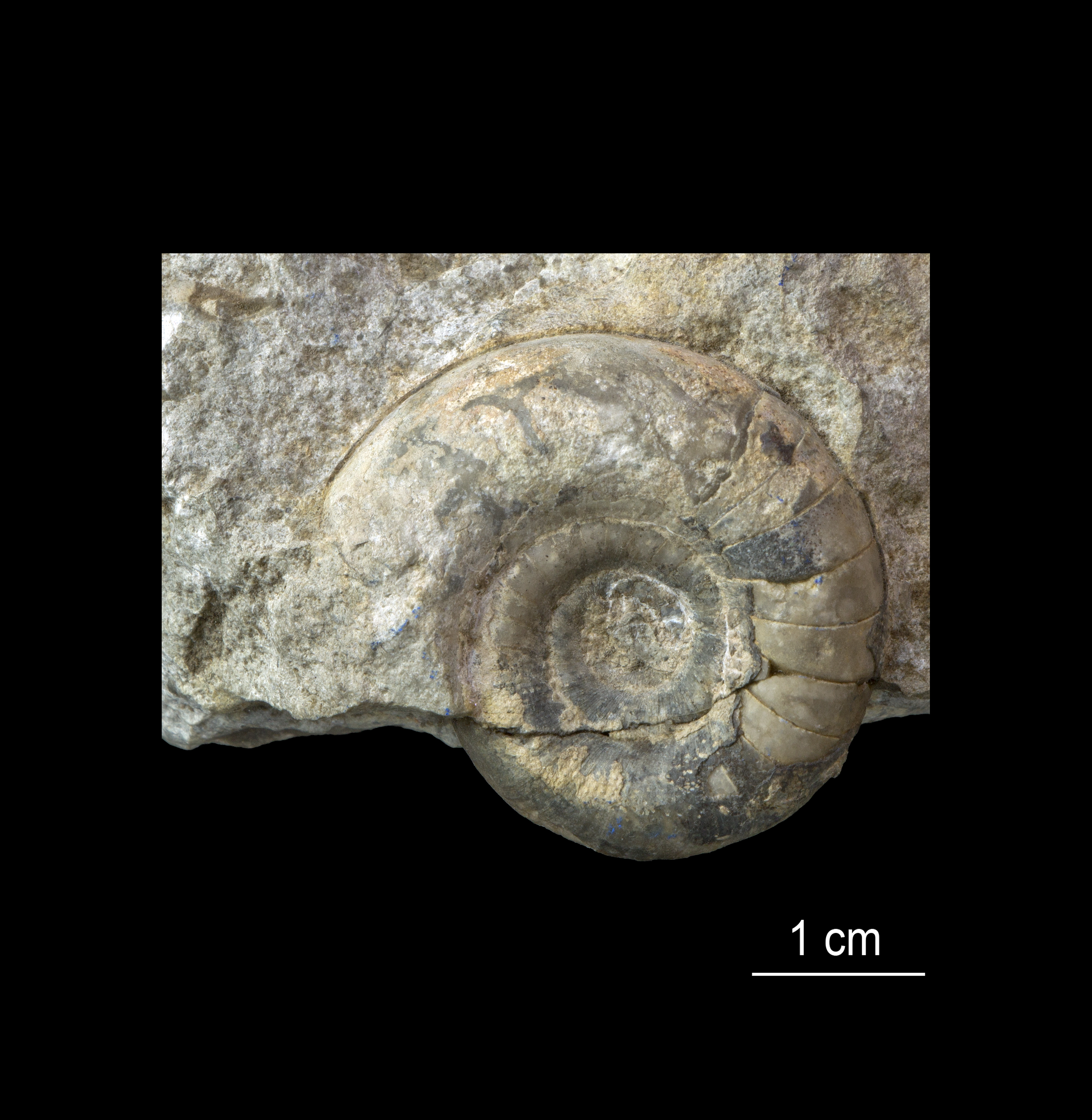
Discoceras odini
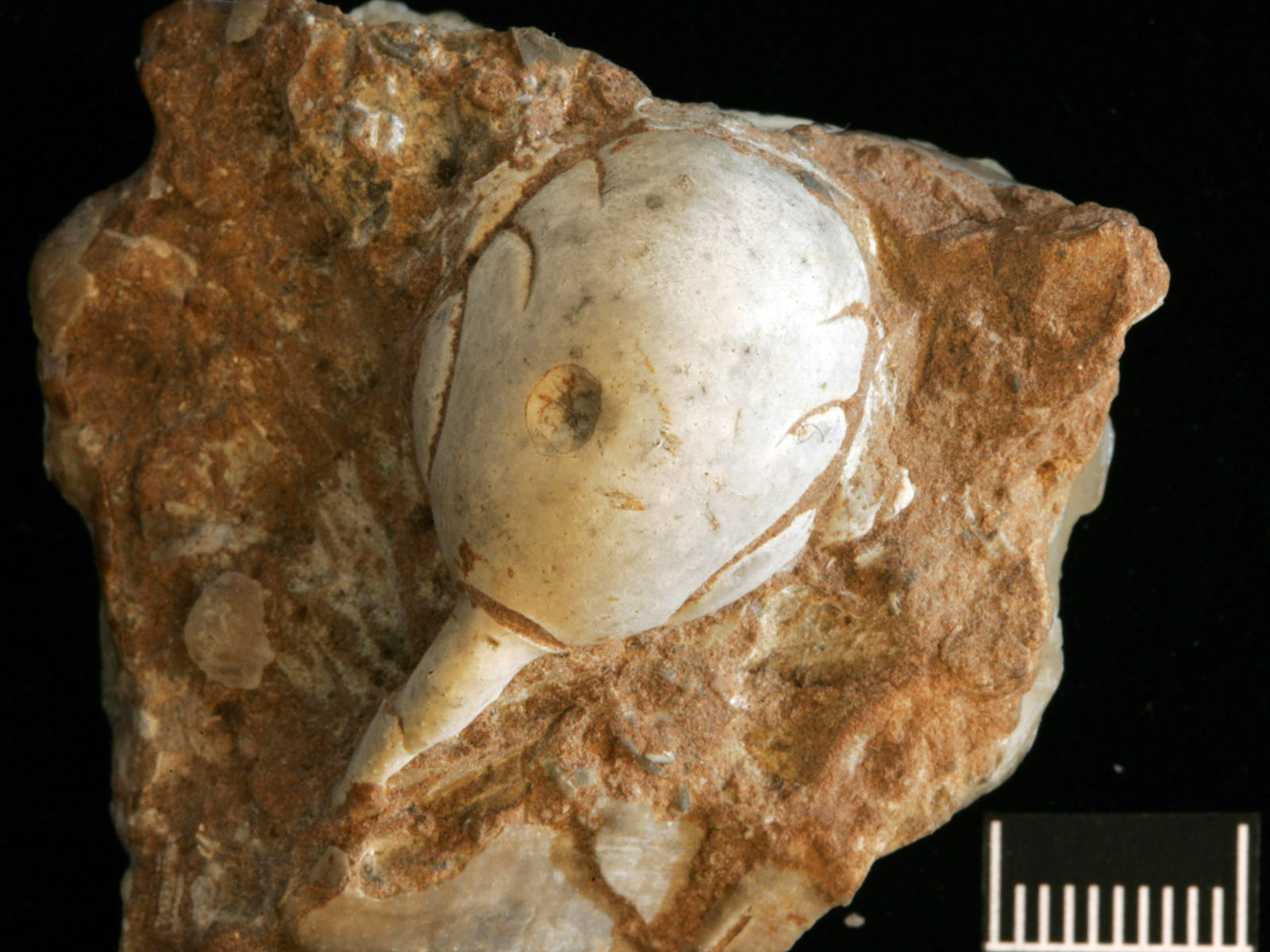
Nieszkowskia ahti
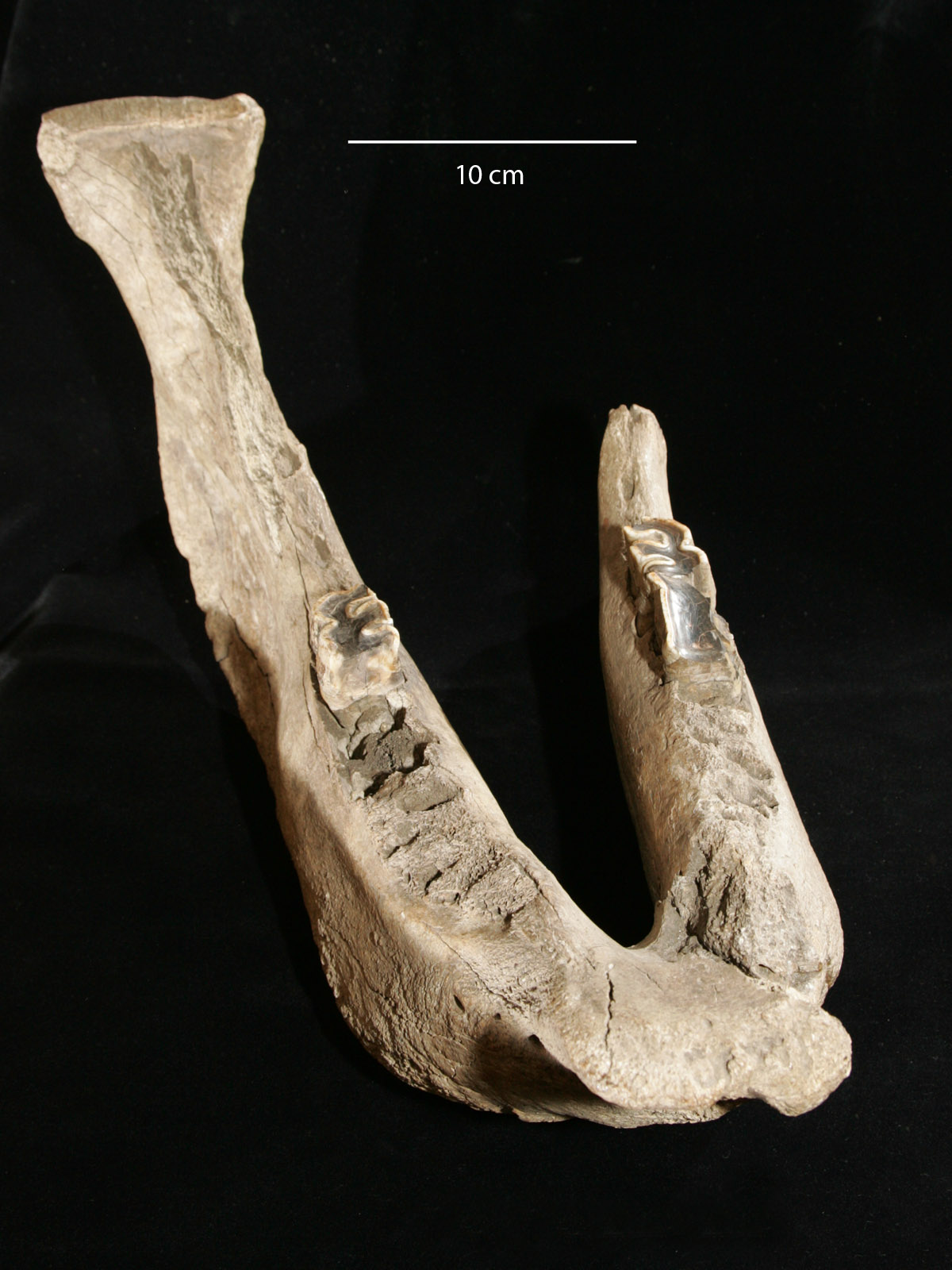
Rhinocéros laineux

### Collection d'histoire de la science
La collection d'histoire de la science, avec environ 1 050 pièces, est constituée de documents d'archives et d'éléments historiques relatifs à l'étude de la nature. 

### Collection photographiques
La collection photographique est constituée de photographies, de négatifs et des diapositives en couleur, soit 28 000 pièces au total, reflétant la vie quotidienne, les expositions, les travaux sur le terrain et les événements du musée à travers le temps. La collection de photos du musée a été numérisée dans le système d'information sur la biodiversité PlutonF sous l'acronyme TAMF. 

## Voir également
- Musée estonien des arts appliqués et du design
- Musée d'architecture estonienne
- Fossiilid.info, une base de données paléontologiques maintenue par le Musée estonien d'Histoire naturelle